# Pascal Feindouno
Pascal Feindouno (* 27. Februar 1981 in Conakry) ist ein ehemaliger guineischer Fußballspieler. Der Offensiv-Allrounder ist Rekordspieler und Rekordtorschütze der guineischen Fußballnationalmannschaft.

## Karriere

### Verein
In der Jugend spielte der Stürmer, der sich auch im offensiven Mittelfeld wohlfühlt, für die Hirondelles de Guinée und CIK Conakry in seiner Heimat Guinea. Im Jahr 1995 wechselte Feindouno nach einem vergeblichen Versuch beim RC Lens in die Jugendabteilung von Girondins Bordeaux.
Zur Saison 1997/98 unterzeichnete der Guineer bei Girondins seinen ersten Profivertrag. In der Folgesaison absolvierte er drei Spiele und erzielte ein Tor. Im Sommer 2001 wurde der Offensivmann nach insgesamt 28 Spielen (2 Tore) für Bordeaux zum FC Lorient ausgeliehen. Dort wurde Feindouno Stammspieler und kam auf 30 Einsätze (6 Tore). Nach dieser Spielzeit kehrte er zu Girondins zurück und wurde auch dort zur festen Größe. Bis 2004 absolvierte er 66 Spiele und traf achtmal.
Zu Beginn der Saison 2004/05 wurde Feindouno erneut verliehen; er wechselte zu AS Saint-Étienne. In seinem ersten Jahr spielte er dort 36-mal und schoss 13 Tore. Daraufhin entschloss man sich in Saint-Étienne, den Spieler weiter zu verpflichten.
Ende September 2008 wechselte Feindouno für sieben Mio. Euro nach Katar, zu Al-Sadd. Er unterschrieb einen Vertrag über drei Jahre. Im Februar 2011 beendete er sein Abenteuer in der Wüste und kehrte nach Frankreich zurück, wo er bei der AS Monaco einen Vertrag unterzeichnete. Im August 2011 wurde er vom FC Sion verpflichtet.
Zur Saison 2012/13 wurde sein Wechsel zum türkischen Erstligisten Sanica Boru Elazığspor bekanntgegeben.

### Nationalmannschaft
Pascal Feindouno ist ein wichtiger Bestandteil der guineischen Nationalmannschaft. In der Qualifikation zur WM 2006 spielte er zehnmal und erzielte drei Tore. Die Qualifikation gelang seinem Land jedoch nicht.

## Privatleben
Seine jüngeren Brüder Simon Feindouno (* 1985) und Benjamin Feindouno (* 1983) spielen ebenfalls Fußball und absolvierten Länderspiele für ihr Heimatland Guinea. Simon spielte für Istres in der Ligue 2 und als Erstligaprofi in den Vereinigten Arabischen Emiraten. Benjamin spielte ein Spiel in der Ligue 2 für AS Beauvais Oise und entwickelte sich in den Jahren zum Torjäger der dritten Championnat de France Amateur, derzeit spielt er für ES La Tranche Côte de Lumière in der Division Supérieure Régionale Ligue Atlantique et Maine (7. Liga in Frankreich).